# Município de Hanover (condado de Ashland, Ohio)
O município de Hanover (em inglês: Hanover Township) é um município localizado no condado de Ashland no estado estadounidense de Ohio. No ano de 2010 tinha uma população de 2.050 habitantes e uma densidade populacional de 24,26 pessoas por km².

## Geografia
O município de Hanover encontra-se localizado nas coordenadas 40° 35′ 48″ N, 82° 16′ 48″ O. Segundo a Departamento do Censo dos Estados Unidos, o município tem uma superfície total de 84.51 km², da qual 83,76 km² correspondem a terra firme e (0,89 %) 0,75 km² é água.

## Demografia
Segundo o censo de 2010, tinha 2.050 pessoas residindo no município de Hanover. A densidade populacional era de 24,26 hab./km².